# Mausoleu de Lenin
El Mausoleu de Lenin (en rus Мавзолей Ленина, Mavzolei Lènina), també conegut com la Tomba de Lenin, és la tomba de Vladímir Lenin, situada a la plaça Roja de Moscou. El seu cos embalsamat està exposat al públic des de la seva mort, el 1924 (llevat de rares excepcions en temps de guerra). Va ser bastit per ordre del Govern soviètic després de la mort de Lenin. L'arquitecte encarregat del disseny va ser Aleksei Xtxúsev. Tot i les seves mides petites, és de caràcter monumental i incorpora alguns dels elements dels mausoleus de l'antiguitat. Xtxúsev s'inspirà en la piràmide de Djoser a Egipte i en la tomba de Cir el Gran a Pasàrgada.

## Història
El 21 de gener de 1924 va morir Vladímir Ilitx Uliànov, «Lenin». Immediatament, el Govern soviètic va rebre més de 10.000 telegrames de condol, en alguns dels quals es demanava la conservació del cos per a les futures generacions. El 23 de gener, el professor Aleksei Ivànovitx Abrikóssov, un prominent patòleg i anatomista rus, embalsamà el cos de Lenin per mantenir-lo intacte fins al moment del seu enterrament. Aquella mateix nit, l'arquitecte Xtxúsev rebé l'encàrrec de construir un mausoleu en només 3 dies. El dia 26 es decidí situar la tomba a la plaça Roja, al costat dels murs del Kremlin. L'endemà, Xtxúsev construí una tomba de fusta i, aquell mateix dia, s'hi diposità el fèretre de Lenin a dins. Al mes d'agost, Xtxúsev millorà la tomba, alhora que un altre arquitecte, Konstantín Mélnikov, dissenyava un sarcòfag especial per a Lenin.
El 1929 es decidí que el cos embalsamat de Lenin podria preservar-se durant molt més temps i, per tant, s'encarregà un nou mausoleu per substituir el de fusta construït quatre anys abans. Els arquitectes triats van ser el mateix Xtxúsev, Isídor Frantsuz i Borís Iàkovlev. Van usar marbre, pòrfir, granit i d'altres materials de construcció. A l'octubre de 1930 la construcció havia acabat. El 1973, l'escultor Nikolai Tomski dissenyà un nou sarcòfag.
Ja el gener de 1924, l'alcalde de Moscou ordenà que a les portes del mausoleu es disposés una guàrdia d'honor les 24 hores del dia. Els russos l'anomenen el «Sentinella número 1». Després de la crisi constitucional russa de 1993, aquesta guàrdia es dissolgué, i el 1997 va ser traslladada a la Tomba del Soldat Desconegut, als Jardins d'Alexandre.
A l'octubre de 1941, el cos va ser retirat i evacuat a Tiumén (Sibèria), quan semblava que Moscou podria estar en perill imminent de caure en poder de les tropes nazis. Després de la guerra, tornà al seu lloc i es reobrí la tomba.
Entre 1924 i 1972, havien visitat la tomba de Lenin més de 10 milions de persones.
El cos embalsamat de Stalin restà al costat del de Lenin des de la seva mort el 1953 fins al 31 d'octubre de 1961, quan va ser retirat durant la campanya de desestalinització i enterrat a l'exterior de la muralla del Kremlin, darrere del mausoleu.

## Després de la Unió Soviètica
Borís Ieltsin, amb el suport de l'Església Ortodoxa Russa, provà de tancar la tomba i enterrar Lenin, però no ho va aconseguir mentre va ser al poder.
El Mausoleu de Lenin resta obert al públic els dimarts, dimecres, dijous i dissabtes des de les 10 del matí fins a la 1 del migdia. Habitualment hi ha una llarga cua per veure el cos. Està completament prohibit l'ús de càmeres fotogràfiques o de vídeo al seu interior, així com fumar o parlar. No s'hi venen entrades i és totalment gratuït visitar-la.
La preservació i l'exhibició pública del cos de Lenin serví d'inspiració per al mausoleu de Mao Zedong a Pequín i altres de similars, com el de Ho Chi Minh a Hanoi o el de Kim Il-sung a Pyongyang, tot i els desigs de tots ells de ser incinerats.

## Galeria d'imatges

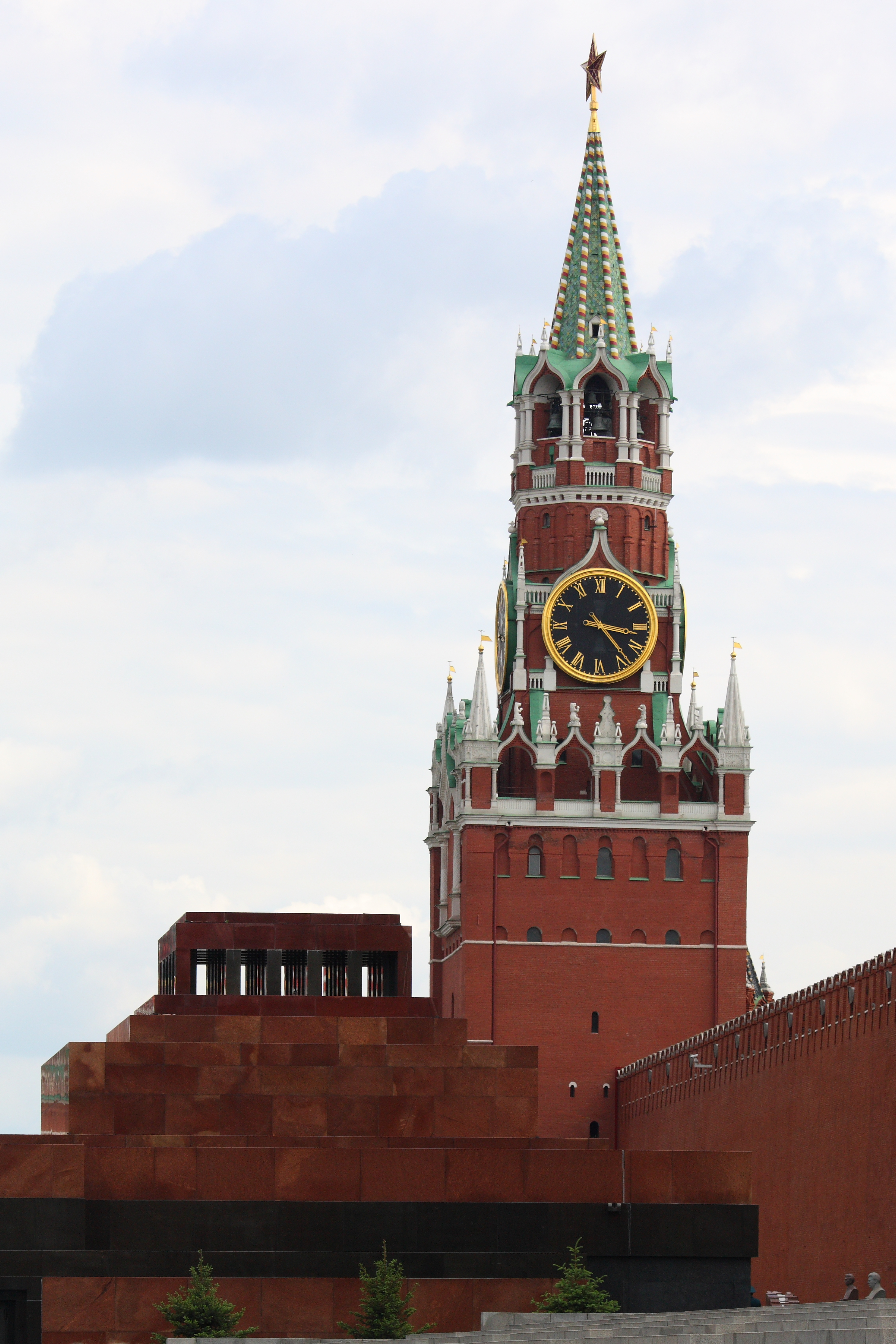
El Mausoleu de Lenin, amb la torre del Salvador del Kremlin de Moscou al fons
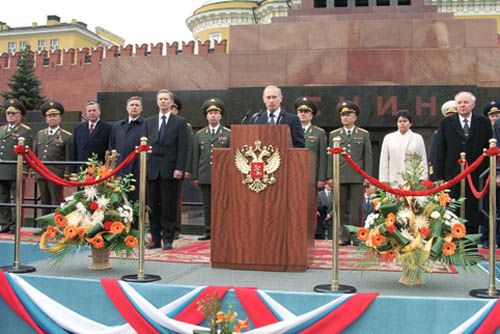
Vladímir Putin i altres autoritats davant el Mausoleu el 9 de maig del 2001, durant la commemoració del 56è aniversari de la victòria soviètica a la II Guerra Mundial